# Свети Прохор Пчински (Свети Никола)
„Свети Прохор Пчински“ (на македонска литературна норма: „Свети Прохор Пчински“) е възрожденска православна църква в градчето Свети Никола, източната част на Република Македония.
Част е от Брегалнишката епархия на Македонската православна църква – Охридска архиепископия. Църквата е изградена в 1847 година под името „Свети Никола“. В 1983 - 1990 година над нея е изградена нова голяма църква „Свети Никола“. В 2007 година започва обновяването на църквата и с благословията на владиката Иларион Брегалнишки църквата е преосветена като „Свети Прохор Пчински“. Отворена е на 1 октомври 2011 година, когато е денят на светеца. Иконите в църквата са от XIX век и са дело на Георги Зографски и други автори.